# Michael Jackson's Thriller
Michael Jackson's Thriller és un curtmetratge de catorze minuts dirigit per John Landis, que alhora funciona com a vídeo musical de la cançó «Thriller», un dels senzills de l'àlbum Thriller de Michael Jackson. Estrenat en MTV el 2 de desembre de 1983, té com a protagonistes a Jackson i Ola Ray, els qui al principi interpreten a adolescents en una pel·lícula de terror de classe B (és a dir, un «film dins del film») i després a una parella en temps moderns que és acorralada per una horda de zombis.
Aquest curtmetratge es va fer en part per a retornar l'àlbum de Jackson al màxim posat de les llistes de vendes, després de senzills reeixits com «Billie Jean» i «Beat It». El cantant es va posar en contacte amb Landis en 1983, amb la intenció de fer un videoclip on es transformés en un monstre semblant al de la pel·lícula Un home llop americà a Londres (1981). Quan CBS Records es va negar a finançar el projecte complet (en vista que ja s'havien venut milions de còpies de Thriller), Landis i el productor George Folsey Jr. van dependre de tractes amb tercers per a acabar de costejar-ho. D'això va sorgir el documental Making Michael Jackson's Thriller, que detalla la realització del curtmetratge i es va vendre per endavant als canals MTV i Showtime. Existeixen reportis contradictoris sobre quant va ser el cost final: entre 800.000 i 1.1 milions USD, però el director assegura que va ser de 500.000. Així i tot, es tracta del vídeo musical més car fet fins aquest llavors. La filmació es va dur a terme en Los Angeles i va involucrar a un grup de ballarins que va acompanyar a Jackson en una coreografia creada amb ajuda de Michael Peters, mentre que el maquillatge i els efectes especials van estar a càrrec de l'artista Rick Baker.
El vídeo va ajudar a convertir a Thriller en l'àlbum més venut de tots els temps i va consolidar encara més l'estatus de Jackson com una figura dominant en el món de la música. No obstant això, el seu estil lligat al cinema de terror clàssic no va estar exempt de crítiques; després d'haver estat amenaçat amb la seva expulsió dels Testimonis de Jehová per suposadament promoure la demonología, el cantant va haver d'agregar un descàrrec de responsabilitat amb el qual afirma que Michael Jackson's Thriller no recolza una creença en el ocultisme. Amb el pas del temps, diversos elements del curtmetratge han tingut un impacte durador en la cultura popular, inclòs el ball dels zombis (que ha estat imitat al voltant del món i es va popularitzar en YouTube) i la jaqueta de cuir vermella dissenyada per Deborah Nadoolman per al vestuari de Jackson. En 2009 va ser afegit al National Film Registry de la Biblioteca del Congrés dels Estats Units per ser culturalment significatiu. Com a vídeo musical també va ser revolucionari, per haver elevat els estàndards de producció d'aquest mitjà audiovisual, i ha estat catalogat com un dels millors de tots els temps.
Ambientat en els anys 1950, el curtmetratge inicia amb un noi anomenat Michael i la seva parella (Ola Ray), qui de nit es queden sense gasolina prop d'un bosc. Mentre van a peu, Michael li pregunta si vol ser la seva xicota formal. Després que ella accepta, ell li adverteix que és diferent dels altres nois. De seguida apareix la lluna plena i Michael es transforma en un home gat. La seva xicota crida i fuig espaordida, però la criatura l'agafa, la derroca i s'acosta a ella amb les seves llargues arpes.
En aquest instant, la ambientació canvia a temps més moderns i la mateixa parella està veient l'escena anterior en una sala de cinema. La noia, espantada, abandona el lloc i Michael la segueix per a dir-li que només es tracta d'una pel·lícula. En la foscor de la nit, tots dos caminen pel carrer i ell comença a cantar els versos de «Thriller», mentre ella sembla delectada. Continuen caminant i passen per un cementiri ple de boira on els zombis comencen a sortir de les seves tombes.
Quan la cançó es deté, els zombis envolten a la parella i converteixen a Michael en un d'ells. Després comencen a ballar i la noia corre per a refugiar-se en una casa abandonada. Els zombis van després d'ella i es fan pas violentament a través de les portes, les finestres i el sòl de fusta. Just abans de ser atrapada, la noia desperta i s'adona que tot era un malson. Michael la tranquil·litza i s'ofereix a portar-la a casa. El curtmetratge acaba amb ell voltejant cap a la cambra, somrient i deixant veure els seus ulls grocs de felí, mentre se senten les riallades de Vincent Price.

## Elements de terror

Vincent Price (1959) el despertar dels morts en la cançó «Thriller».

El curtmetratge fa diverses al·lusions a elements clàssics del cinema de terror. Per exemple, l'escena d'obertura parodia les pel·lícules sèrie B d'aquest gènere, amb Michael Jackson i Ola Ray vestits com a adolescents dels anys 1950. La metamorfosi que Jackson sofreix (d'educat «noi del costat» a un feroç home gat) pot interpretar-se com una representació de la sexualitat masculina, de naturalesa bestial, depredadora i agressiva.
Al mateix temps, la transformació del noi representa l'arribada a una edat més desenvolupada (o en anglès, un «coming-of-age»), com ho comenta el director John Landis: «En l'adolescència, als joves els comença a créixer borrissol en llocs inesperats, i parts de la seva anatomia s'inflen i creixen. Tots experimenten aquestes transformacions físiques en els seus cossos, a més de pensaments sexuals que abans eren desconeguts en les seves ments».
L'actor Vincent Price té una secció a «Thriller» on narra que els morts reviuen a mitjanit a la recerca de sang («The midnight hour is close at hand. Creatures crawl in search of blood...») i amenacen amb els gossos de l'infern a qui no vulgui rendir-se a ells («Whosoever shall be found, without the soul for getting down, must estand and face the hounds of hell...»). A més, la seqüència coreografiada dels zombis sembla al·ludir a la part de la lletra que esmenta un ball de màscares compost per morts vivents («Night creatures call, and the dead start to walk in their masquerade»).
El maquillatge de Jackson li dona una «pal·lidesa fantasmal» a la seva pell i emfatitza el contorn del seu crani, una al·lusió a la màscara del Fantasma de l'òpera de 1925. Per a Peter Dendle, l'escena de la invasió zombi sembla inspirada en el film Night of The Living Dead (1968), a més de que transmet sentiments de claustrofòbia i impotència. Kobena Mercer observa que els personatges existeixen a un nivell metatextual, amb el d'Ola Ray conscient de l'horror que sofreix la seva contrapart del «film dins del film» i oblidant que només es tracta d'una pel·lícula, de manera que també representa a la persona que mira el curtmetratge. La realitat d'aquest personatge és confusa al final, ja que desperta i el seu company té els mateixos ulls felins que la bèstia del seu malson.

## Desenvolupament

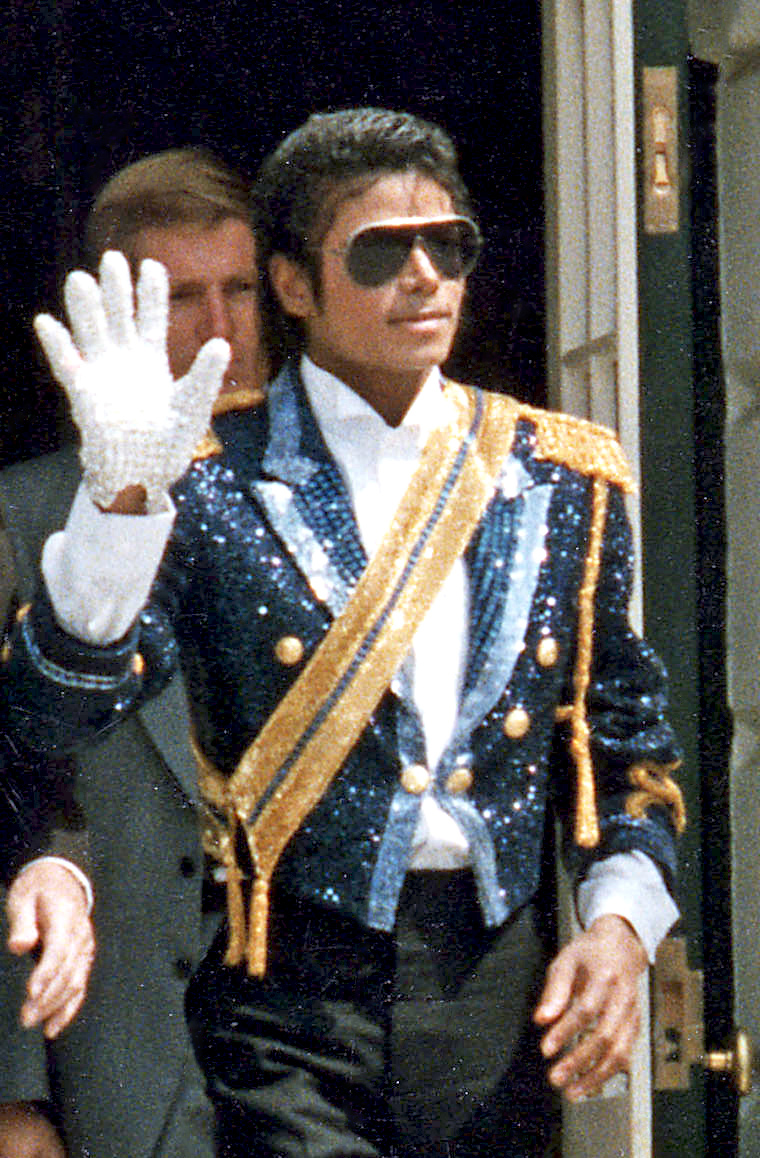
Michael Jackson el 1984.

L'àlbum Thriller de Michael Jackson va sortir a la venda al novembre de 1982 sota el segell de Epic Rècords i va passar quatre mesos en el lloc número un del llistat Billboard 200. D'ell van derivar els senzills «The Girl Is Mine», «Billie Jean», «Beat It», «Wanna Be Startin' Somethin'», «Human Nature» i «P.Y.T. (Pretty Young Thing)», els quals van estar entre els deu temes més populars de les llistes musicals, un rècord que cap àlbum havia aconseguit abans.
Al juny de 1983, la banda sonora de la pel·lícula Flashdance va desplaçar a Thriller del cim del Billboard 200. L'àlbum va recuperar breument el lloc al juliol, abans de ser desplaçat novament per Synchronicity, de The Police. Jackson, obsessionat per les seves pròpies xifres de venda, va instar els executius d’Epic, Walter Yetnikoff i Larry Stessel, a concebre un pla que retornés l'àlbum al cim de la llista.
«Thriller», una cançó que al·ludeix a diferents elements del cinema de terror, no havia estat planejada per al seu llançament com a senzill, perquè Epic la veia com a poc més que una altra cançó de l'àlbum; Yetnikovv en particular, dubtava que algú voldria un senzill amb temàtica de monstres. El mánager de Jackson, Frank DiLeo, va suggerir fer un vídeo musical per al tema en qüestió i li va dir al cantant: «És senzill, tot el que has de fer és ballar, cantar i fer por». Segons Vanity Fair, Jackson preferia les «fantasies benignes d'estil Disney on la gent fos amable i els nens estiguessin fora de perill», la qual cosa garantia un vídeo de to còmic-esborronador en lloc d'un genuïnament terrorífic. De per si mateix, «Thriller» no abastava temes d'aquest tipus fins a haver estat reescrita per Rod Temperton, i originalment es titulava «Starlight».
«Després de Els Blues Brothers, vaig voler fer un bon número musical amb ballarins reals i filmar-ho correctament. I vaig tractar d'explotar la fama de Michael per a reinventar el curt cinematogràfic. Per això [Thriller] dura catorze minuts […] és la mateixa durada que un curt de Laurel i Hardy o una caricatura de Bugs Bunny».  
A principis d'agost de 1983, després de veure la pel·lícula de terror An American Werewolf in London (1981), Jackson es va posar en contacte amb el director John Landis. En aquest moment, els directors de cinema no dirigien vídeos musicals, però Landis va sentir intriga; volia fer un curt cinematogràfic en lloc d'un vídeo musical estàndard i usar l'estatus de celebritat de Jackson per a donar-li a aquest format un ressorgiment. Alhora, va notar que les intencions del cantant eren simples: convertir-se en un monstre a l'estil de An American Werewolf in London. Landis i Jackson van escriure el guió, amb una seqüència de ball coreografiado i grans valors de producció en ment. El cantant volia que el resultat fos «un estímul perquè la gent faci millors vídeos o curtmetratges».

### Finançament
Hi ha informes contradictoris sobre quant va costar produir Michael Jackson's Thriller, que afirmen des de 800.000 fins a 1.1 milions USD. D'acord amb Landis, el cost real va ser de 500.000 —és a dir, mig milió de dòlars, quan el cost normal d'un vídeo musical era deu vegades menor; al voltant de 50.000—, per la qual cosa encara així es tracta del videoclip més car fet fins aquest llavors. El director va dir que quan va trucar Yetnikoff per proposar-li el projecte, aquest va maleir tan fort que va haver de llevar-se el telèfon de l'orella.Els executius d’Epic tenien poc interès a fer un altre vídeo per a Thriller, perquè creien que l'àlbum havia aconseguit el seu punt màxim. Tant ells com la seva matriu CBS Records ho veien com una vanitat. Jackson va proposar finançar-ho ell mateix, però Landis es va oposar basant-se en el fet que aquest encara vivia amb els seus pares a la seva llar d’Encino. Finalment, Epic va contribuir amb només 100.000 USD.
Inicialment, les cadenes de televisió es van negar a finançar el curtmetratge, perquè compartien l'opinió que Thriller ja era «notícia de l'any passat». El canal MTV, que en la seva aparent oposició als artistes negres havia estat forçat per CBS a transmetre els vídeos de «Billie Jean» i «Beat It»,sostenia la política de no finançar videoclips i es va negar a participar, perquè esperava que les companyies discogràfiques cobrissin tals costos. Mentrestant, Landis i el seu productor George Folsey Jr. van aconseguir un acord amb Walt Disney Studios per a exhibir el curtmetratge en alguns cinemes de Los Angeles.
Per a ajudar a finançar, Folsey va suggerir fer un documental de 45 minuts sobre la realització del curtmetratge, i combinats donarien com a resultat una pel·lícula d'una hora, apta per a vendre-la als canals de televisió. El documental Making Michael Jackson's Thriller va ser dirigit per Jerry Kramer i inclou vídeos de Jackson actuant en The Ed Sullivan Show i Motown 25: Yesterday, Today, Forever. Després que el canal Showtime s'aventurés a aportar la meitat del pressupost (250.000 USD a canvi dels drets de transmissió en televisió de pagament), MTV va acordar pagar els 250.000 restants, justificant aquesta emprenedoria com el finançament d'una pel·lícula i no d'un vídeo musical. Jackson va cobrir alguns costos addicionals, pels quals va ser remunerat. Segons la revista Time, Vestron Music Vídeo va pagar 500.000 USD per distribuir Making Michael Jackson's Thriller en format VHS. Això era una pràctica nova, perquè Vestron abans oferia diners per tals drets sense involucrar-se directament en la producció. La companyia havia de produir més de 100 mil còpies inicials del videocasset, l'ordre més alta registrada fins llavors per a una producció no llançada abans com a pel·lícula.

## Producció

### Repartiment
Hi ha dos actors centrals en aquest curtmetratge: Michael Jackson i Ola Ray, que passen de ser una jove parella dels anys 1950 (personatges d'un «film dins del film») a dos adolescents enamorats que abandonen la sala de cinema en temps més moderns. En entrevista per a Toronto Star, Landis va comentar que el cantant tenia la personalitat d'un nen de deu anys i va assenyalar les escenes de Making Michael Jackson's Thriller en les quals se li veu tractar-ho com a un petit de veritat. També va afirmar que Jackson va treballar molt dur per a materialitzar el curtmetratge, la qual cosa va resultar «genial» per a ell com a director.
Jennifer Beals, famosa pel seu paper en Flashdance, va rebutjar l'oferta d'interpretar el paper de núvia. Ola Ray, de vint-i-tres anys, va captar l'atenció de Landis per comptar amb una actuació menor en la pel·lícula Poc abans de mitjanit (1983). Entre altres candidates, va destacar perquè tenia «un gran somriure» i «estava boja per Michael». El director no sabia que Ray havia posat nua per a la revista Playboy, un fet que va provocar objeccions en Jackson abans de prosseguir amb ella en el paper. Després d'assegurar-li que Ray era «una bona noia», Landis ho va incentivar a improvisar amb ella durant les filmacions i a treure el seu costat sexi perquè les seves seguidores notessin quant havia crescut. Aquesta va ser la primera vegada que Jackson va interactuar amb una dona en un dels seus videoclips; Ray va afirmar que la seva química amb ell va ser real, encara que no van arribar a tenir una relació amorosa perquè a qui Jackson li «agradava realment» era l'actriu Brooke Shields.
Encara que la cançó «Thriller» inclou la narració de Vincent Price, aquest no apareix en el curtmetratge. Encara que la cançó «Thriller» inclou la narració de Vincent Price, aquest no apareix en el curtmetratge. El seu paper com a narrador, en paraules de Kobena Mercer, serveix per a invocar «aquesta autoparòdia semi-còmica del horror en la qual s'havia convertit». De fet, la pel·lícula fictícia que Jackson i Ray veuen el cinema, Thriller, és protagonitzada per Price, segons s’anuncia a la marquesina.

### Coreografia
Jackson va crear el ball dels zombis juntament amb el coreògraf Michael Peters, qui abans hi havia coreografiat el videoclip de «Beat It». Peters va conèixer al cantant en 1976 i va afirmar que va ser senzill treballar amb ell, perquè era un «ballarí natural» que li donava la benvinguda a les aportacions d'altres artistes. Jackson va comentar que el seu objectiu principal era crear un ball amb els moviments correctes perquè els zombis no semblessin còmics. Él y Peters se reunieron en una habitación e hicieron caras en el espejo para imaginar la coreografía; el cantante a veces iba a los ensayos con maquillaje de monstruo en su rostro. Ell i Peters es van reunir en una habitació i van fer cares en el mirall per a imaginar la coreografia; el cantant a vegades anava als assajos amb maquillatge de monstre en el seu rostre. Junts van incorporar moviments de jazz, gestos «repugnants» i «res massa ballet», en paraules de Jackson.
Peters va ser qui va reclutar als vint-i-dos ballarins professionals que acompanyen a Jackson en la coreografia, inclosos els quatre que fan pop & lock. Els assajos van tenir lloc en l'estudi de ball de l'actriu Debbie Reynolds —al nord de Hollywood— i van durar deu dies. En el seu llibre Thriller: The Musical Life of Michael Jackson (2010), Nelson George afirma que Peters va prendre el típic caminar tiezo i vacil·lant dels zombis (vist en pel·lícules com El despertar dels zombis) per a crear «girs encorbats, paoroses sacsejades de cap i passos lliscats» que són «gràcils en la seva malaptesa» i «campi per definició». Per part seva, l'assistent de coreografia Vincent Peters va comentar: «Crec que ell [Peters] va capturar molt bé els aspectes zombis del moviment. La seva coreografia tenia ritmes eclèctics, sentit de l'humor i consciència del que s'aveïnava en el món del ball».

### Maquillatge

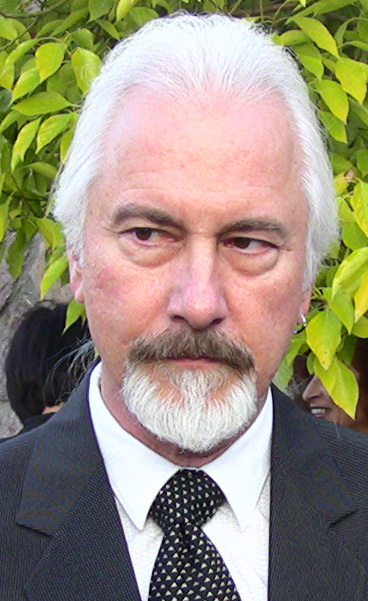
Rick Baker (2011), encarregat del maquillatge i dels efectes especials del vídeo.

Per al vídeo, Jackson volia transformar-se en una bèstia de quatre potes similar a la de Un home llop americà a Londres, però es va arribar a la conclusió que ballaria més còmodament com una bèstia bípeda. Landis va decidir que el cantant passaria a ser un home llop al «film dins del film», com li succeeix a Michael Landon en I Was a Teenage Werewolf (d'aquí també que l'ambientació inicial siguin els anys 1950). L'artista Rick Baker, guanyador del Premio Óscar pel maquillatge d'Un home llop americà a Londres, li va mostrar llibres amb fotografies de monstres a Jackson i va notar que aquest no havia vist massa pel·lícules de terror. Després va decidir convertir-ho en un home gat, perquè sentia que «una cosa felina» li quedaria millor. Inicialment va pensar en una criatura similar a una pantera negra, però en el procés va afegir orelles més llargues i una cabellera més voluminosa. Landis li va donar la seva aprovació al segon esbós de Baker, perquè va sentir que era més precís amb la seva idea d'una criatura atractiva, en lloc de lletja o desagradable.
El procés de maquillatge va ser captat al taller de Baker amb pel·lícula de 16 mil·límetres per a incloure-ho en Making Michael Jackson's Thriller. Allò va comprendre fer un motlle de guix amb la cara de Jackson, posar-li lents de contacte grocs, dents falses, inflables de làtex al rostre i peces de cabell sintètic. Baker va comparar la seva labor amb la d’un dentista: «[Els actors] han d'asseure's quiets en una cadira per hores mentre treballes sobre ells. És incòmode». Durant això va aprendre que Jackson estava acostumat a sotmetre's a llargues hores de maquillatge arran de la seva actuació com l'Espantaocells en la pel·lícula The Wiz (1978). Atès que no va tenir temps de sobres (només tres dies des que va conèixer als ballarins fins que es va començar a filmar), va mantenir el maquillatge dels zombis «bastant simple» i li va donar més atenció a l'aspecte cadavèric del cantant. El projecte va involucrar a un grup de vint artistes dedicats a caracteritzar a Jackson i la seva horda de morts vivents; alguns d'ells també es van transformar a si mateixos en zombis, inclòs el mateix Baker.

### Vestuari

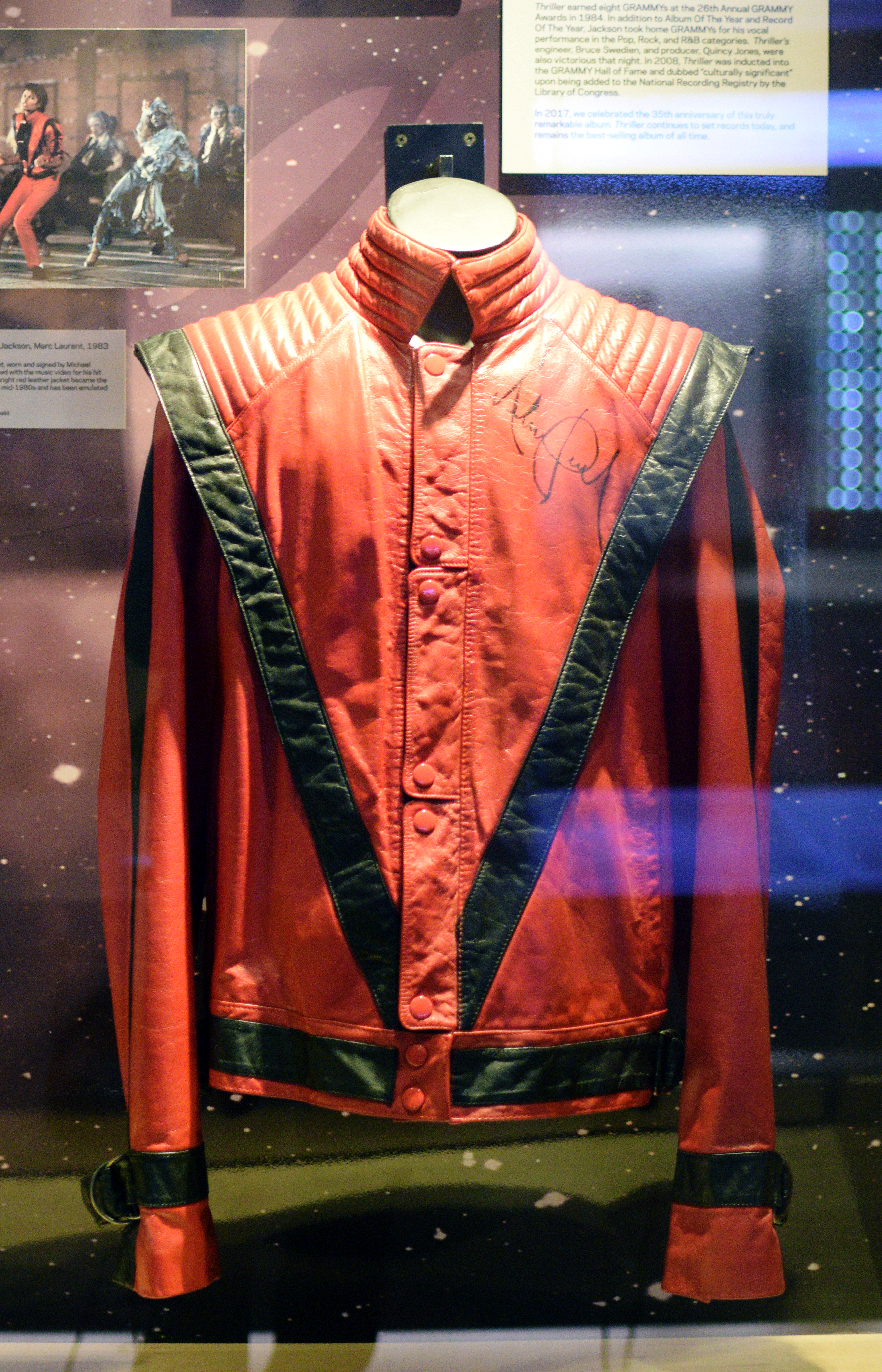
La jaqueta de Jackson en el Museu del Grammy (2020).

El vestuari principal és obra de Deborah Nadoolman, l'esposa de Landis, qui anteriorment havia dissenyat la jaqueta d’Indiana Jones a A la recerca de l'arca perduda (1981). Nadoolman va vestir a Jackson amb roba casual i a la moda que va resultar còmoda per a ballar, i en color vermell perquè contrastés amb la paleta fosca de la nit. ixò inclou la famosa jaqueta de cuir vermella del cantant, el disseny «reductiu del qual» (subjecte a les limitacions del color) es basa en dos punts addicionals: fer lluir masculí el cos fi de Jackson (qui als seus vint-i-cinc anys tampoc era molt alt) i destacar-lo entre el grup de zombis que l'envolten, amb les seves espatlles amples i el seu front en forma de V com si es tractés de l'uniforme d'un superheroi. Alhora, el xebró pot representar al Diable en heràldica, mentre que les mànigues amb franges negres converteixen la V en una M. Jackson es va posar les seves pròpies mitges i sabates, un estil que «va prendre directament de Fred Astaire», va assenyalar Nadoolman. Al costat d'ell, Ola Ray vesteix de blau brillant, una jaqueta amb taques de lleopard i uns pantalons que li arriben fins als panxells, mentre que la indumentària dels zombis —a càrrec de la codissenyadora Kelly Kimball— consisteix en peces de segona mà que van ser «esquinçades, destrossades i artísticament destruïdes».

### Rodatge
El rodatge va durar deu dies i es va dur a terme amb pel·lícula de 35 mil·límetres en set locacions o sets de la ciutat de Los Angeles. Tota persona involucrada en la producció va haver de signar un contracte de confidencialitat per a mantenir el rodatge en secret, i fins i tot es van imprimir mapes amb ubicacions falses perquè els infiltrats de la premsa no donessin amb les ubicacions reals. Una multitud de fanes es va acostar a un dels llocs de filmació, però es va mantenir darrere d'una barrera vigilada per assistents de Landis. Algunes figures de l'entreteniment van visitar els sets, com ara Marlon Brando, Fred Astaire, Rock Hudson i Jacqueline Kennedy Onassis. El director de fotografia Brian Greenberg va esmentar que aquesta producció va ser molt més gran que la de «Beat It», per comptar amb un director de cinema cobrint-la «al vell estil de Hollywood» i una estructura més pròxima a la d'una pel·lícula: principi, mig i final.
En una presa inicial, ambientada en els anys 1950, Jackson estaciona un acte convertible Chevy de color blanc. Més endavant sofreix la seva metamorfosi en home gat; l'escriptora Stacey Appel assenyala que el resultat és una reproducció gairebé quadre per quadre de l'escena de transformació de Un home llop americà a Londres. Fora del Palace Theatre, on Jackson i Ray interpreten a adolescents de l'era moderna, es pot veure el nom de Vincent Price en la marquesina i pòsters de les pel·lícules Els crims del museu de cera (de 1953, protagonitzada per Price) i Schlock (de 1973, dirigida per Landis). L'escena en què els morts es reanimen i surten de les seves tombes, ambientada per a lluir fosca i boirosa, es va rodar en una planta empacadora de carn situada a l'est de la ciutat. Igualment, el ball dels zombis es va filmar en un punt situat entre els carrers Union Pacific Avenue i South Calzona Street, mentre que l'escena clímax, on Ray és acorralada en una casa abandonada, va ser rodada en el 1345 Carroll Avenue del veïnat Angelino Heights, a Tiro Park.

### Postproducció
Després d'acabar la filmació, Landis i Folsey es van dedicar a editar el material resultant durant diverses nits a un lot d'Universal Studios, amb Jackson com a acompanyant. Les preses originals no incloïen un altre so a part d'alguns diàlegs i la cançó «Thriller», que en el vídeo té una mescla diferent que supera els cinc minuts originals. Per això, l'editor de so Mike Wilhoit va reunir a alguns dels ballarins en un estudi de gravació per a obtenir el sonar de les seves trepitjades. Per a l'efecte «aterridor i estrany» dels zombis, les seves veus es van canviar, es van invertir o es van reproduir més lent, mentre que la música incidental va quedar a càrrec del compositor Elmer Bernstein.
En el procés d'edició, Landis es va adonar que només tenia vint-i-sis minuts de metratge per a Making Michael Jackson's Thriller (o com ell solia anomenar-lo, The Making of Filler). Per això va visitar a la mare de Jackson, Katherine, per a indagar en els vídeos casolans de la família. El documental inclou imatges filmades en 8 mil·límetres de Jackson ballant alegrement als cinc anys, per la qual cosa, en retrospectiva, Landis es va referir al resultat com «una celebració de Michael d'una manera que mai abans se m'havia ocorregut», que en el seu moment havia vist com una tàctica «descarada».

## Estrena
«Ho repetíem cada hora i anunciàvem quan sortiria a l'aire una altra vegada: “Thriller està a una hora de distància”, “a cinquanta minuts”, “a trenta minuts”. Irònicament, no hauríem anat tan lluny, ni ens hauríem involucrat tant, si no hagués estat per les crítiques de Rick James que no transmetíem artistes negres. Thriller va portar a les persones a mTV per primera vegada, i els va fer quedar-se per a mirar-ho una vegada i una altra».  
El curtmetratge va tenir una premier privada al Crest Theatre de Los Angeles el 14 de novembre de 1983, a la qual van assistir celebritats com Prince, Diana Ross, Warren Beatty i Eddie Murphy. Com a avantsala es va projectar el curt animat The Band Concert (1935), protagonitzat per Mickey Mouse. Jackson, els associats del qual asseguren que era molt tímid, es va quedar a la cabina de projecció i va rebutjar la invitació de Ray d'unir-se a l'audiència. Els assistents li van donar una ovació dempeus al curtmetratge i van demandar una repetició. Davant la insistència de Murphy (qui va cridar «mostra la maleïda cosa una altra vegada!»), la projecció es va efectuar novament.
Després de setmanes d’avanços fets per a generar anticipació, el vídeo es va estrenar en MTV juntament amb el documental Making Michael Jackson's Thriller el 2 de desembre de 1983. Després va soler emetre's una mitjana de cinc vegades al dia (fins i tot dues vegades per hora, segons Los Angeles Times) i el canal va registrar percentatges d'audiència fins a deu vegades superiors a la quota habitual de 1.2%, segons el seu cofundador Les Garland. Al desembre 23, el vídeo va sortir a l'aire per primera vegada en televisió comercial a través de la cadena NBC, en el seu programa Friday Night Vídeos. Vestron va posar Making Michael Jackson's Thriller a la venda en VHS des del 14 de desembre, al preu de 29.95 USD. El videocasset, que també incloïa el curtmetratge complet, ja era la setena cinta de vídeo més venuda als Estats Units al final d'aquest mes, segons la revista Billboard Per la seva part, Showtime va transmetre el documental un total de sis vegades durant febrer de l'any següent.
Ja que els curtmetratges requerien projeccions en sales de cinema durant almenys una setmana per a poder ser candidats als Premis Oscar, Landis va aconseguir que Michael Jackson's Thriller es projectés abans del film Fantasia (1940) en un cinema de Los Angeles, però no va obtenir la nominació. D'acord amb Michael London de Los Angeles Times, els membres del comitè votant de la Acadèmia eren persones de «mentalitat convencional» entre l'edat de 60 i 70 anys que buscaven «històries amb impacte emocional». En contrast, els vídeos musicals encara eren vists com a «emprenedories comercials» fets amb la intenció de vendre discos, que a penes començaven a brindar-li oportunitats d'ocupació als productors de curtmetratges.

### Reestrena en 3D

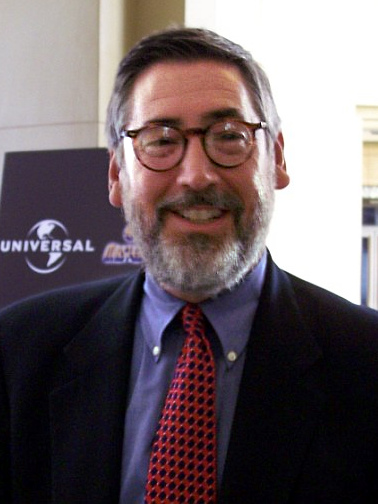
El director John Landis (2005) es va involucrar en la conversió a 3D del vídeo.

Thriller 3D es va estrenar durant la 74a Mostra Internacional de Cinema de Venècia al setembre de 2017, acompanyat pel documental Making Michael Jackson's Thriller, que mai havia estat projectat en sales de cinema ni s'havia editat novament des del seu llançament original en VHS. El procés de conversió a tres dimensions va comprendre restaurar els negatius originals de 35 mil·límetres, generar imatges noves i aïllar elements com a cabells o fulles dels arbres perquè ressaltessin. John Landis va aprofitar aquesta oportunitat per a explotar moments que no havien estat composts amb la tecnologia 3D en ment, com ara un pla de lluna plena o de l'home gat inclinant-se cap endavant des de la perspectiva d'Ola Ray. A més, el so va passar d'estar en el estèreo estàndard de dos canals al modern sistema Dolby Atmos.
Aquesta versió també es va projectar al Festival Internacional de Cinema de Toronto, seguit d'una altra premier al Grauman's Chinese Theatre de Hollywood, amb la presència de Landis, Ray i els pares de Jackson. Al setembre de 2018 es va exhibir en format IMAX 3D durant una setmana, tant a ciutats dels Estats Units com de Mèxic, precedint a la pel·lícula The House With a Clock in Its Walls.

## Recepció inicial
Després de l'estrena del vídeo, es van vendre un milió de còpies addicionals de Thriller, que fins avui és l'àlbum més venut de tots els temps. Als MTV Video Music Awards de 1984, Michael Jackson's Thriller a ser guardonat en les categories d'elecció de l'audiència, millor interpretació general i millor coreografia, a més d'haver estat nominat a millor vídeo conceptual, millor vídeo masculí i vídeo de l'any. L'èxit va transformar a Jackson en una figura dominant en la cultura popular arreu del món i va consolidar el seu estatus com el «rei del pop». Per Michiko Kakutani de The New York Times, el cantant estava fent «musicals en miniatura» que li proporcionaven «l'exhibició perfecta per als seus talents».
Els diaris de l'època van publicar ressenyes diverses. El periodista Anthony Violanti va escriure: «L'argument de Thriller és trillat i predictible, i l'actuació de Jackson és només acceptable. Quan canta i balla, tanmateix, ell només converteix tota la producció en una forma d'art especial». Tom Shales de The Washington Post el va considerar «decebedor com a film», encara que sigui «un delit» com a «artefacte Jacksonià». Segons ell, «la decepció crucial del vídeo és que [Jackson] cau víctima dels conceptes trillats del director John Landis, l'objectiu del qual aquí sembla ser reciclar material obsolet de la seva pel·lícula Un home llop americà a Londres».
De manera similar, el periodista Ken Tucker va opinar que «Landis sembla haver estat tan ocupat supervisant els efectes especials que no es va molestar a idear un estil visual original». John Rockwell de The New York Times també el va trobar poc estilitzat i «no gaire aterridor». Mentrestant, Jeff Guinn de Fort Worth Star-Telegram el va anomenar «un moment de genialitat» que és «més que un mer vídeo de rock», capaç d'estremir i donar més riure que altres films de llarga durada. A més, la revista Time ho va classificar com un dels vint millors vídeos musicals de 1983, al costat de «Billie Jean» i «Beat It» com «les obres recopilades del mestre més jove del soul».
Segons Shales, Michael Jackson's Thriller «va elevar els vídeos musicals a un nou nivell d’aventurerisme i respectabilitat» en ser potser «el curtmetratge més esperat i més comentat fet mai» des de The Great Train Robbery (1903). Violanti també va afirmar que Jackson estava «liderant la revolució» que convertiria la música rock en un mitjà visual, una cosa «irònica considerant els problemes que tenien els artistes negres per a entrar en MTV quan aquest canal de música va començar».
Michael London de Los Angeles Times va considerar difusa la línia entre l'estatus com a curtmetratge i vídeo musical, en vista de la possible nominació als Premis Oscar. La cineasta Tamar Simon Hoffs va expressar: «Quan vaig veure l'anunci [de Thriller], vaig pensar: “Vaja, els grans per fi estan fent curtmetratges“». Mentrestant, Shelley Levinson (una membre del comitè de selecció de curtmetratges de l'Acadèmia) va afirmar en 1983 que «algunes de les coses més creatives» s'estaven fent en el mitjà dels vídeos musicals. Un portaveu del canal HBO va discrepar: «Ho diuen curtmetratge, però en la seva major part, és un vídeo llarg».

### Reacció dels Testimonis de Jehová
A dues setmanes de l'estrena, Jackson va cridar al seu conseller John Branca per a ordenar-li que destruís els negatius del curtmetratge, terroritzat per la seva possible excomunió dels Testimonis de Jehovà per presumptament promoure la demonologia. Branca, John Landis i George Folsey Jr. van decidir protegir el material amb gran recel. Després d'un període de decaïment emocional, Jackson es va retractar d'aquella ordre i va prendre el consell d'afegir un descàrrec de responsabilitat al principi del vídeo, amb el qual afirma el següent:
| « | En anglès: Due to my strong personal convictions, I wish to stress that this film in no way endorses a belief in the occult. Error en Plantilla:Align: el valor "—Michael Jackson" com a paràmetre d'alineació és incorrecte. | :Traducció: A causa de les meves fortes conviccions personals, desitjo emfatitzar que aquesta pel·lícula de cap manera recolza una creença en l'ocultisme. Error en Plantilla:Align: el valor "—Michael Jackson" com a paràmetre d'alineació és incorrecte. | » |

Els mitjans en anglès van fer ressò de la inconformidad que sentien els Testimonis de Jehovà per les activitats «mundanes» de Jackson i de la possibilitat que fos excomunicat. Al setembre de 1984, la periodista Barbara Zigli va escriure sobre el cantant: «Malgrat la seva imatge sana i l'abstinència a les drogues, l'alcohol i el sexe, la seva aura de superestrella és contrària a la imatge que els Testimonis, els qui s'oposen a la música rock, el ball sensual i la idolatria, busquen encarnar».
D'acord amb Ari L. Goldman de The New York Times, Jackson era el practicant dels Testimonis de Jehovà més famós en aquest llavors, encara que «els predicadors fonamentalistes de totes les religions han advertit durant molt de temps sobre els mals de la cultura contemporània», inclosos els vídeos musicals. Consistent amb això últim era la postura «contra els dimonis, els diables i la màgia», elements intrínsecs de Michael Jackson's Thriller.
Per a setembre de 1984, Jackson havia deixat d'interpretar «Thriller» durant la gira Victory i en una declaració per a la revista Awake! (publicada per l'organització Watch Tower Bible and Tract Society of Pennsylvania) va asseverar que mai més faria un vídeo com el d'aquesta cançó: «M'adono que va ser una mala idea […] S'han produït tot tipus de coses promocionals per a “Thriller”, però els dic “No, no, no”. No vull fer res amb “Thriller”. No més “Thriller”».  A més, va prometre bloquejar la distribució del curtmetratge on pogués, en vista que «moltes persones estaven ofeses».
Per a juny de 1987, el cantant havia renunciat oficialment als Testimonis de Jehovà, un acte que per a l'organització és «pitjor que ser expulsat», segons l'escriptor i practicant Gary Botting. Un representant de la congregació Woodland Hills no va donar motius sobre la renúncia, igual que el mánager de Jackson, Frank DiLeo. Landis, qui afirma haver escrit el descàrrec de responsabilitat amb la signatura del cantant, va observar que la polèmica va tenir un efecte positiu en generar conversa entorn del curtmetratge.

### Catalogat com a violent
Al desembre de 1984, la Coalició Nacional de Violència en Televisió (o NCTV, per la seva sigla en anglès) va revisar almenys 200 vídeos de MTV i va classificar més de la meitat com massa violenta. Això incloïa a Michael Jackson's Thriller com el «pitjor» de tots per contenir, segons la coalició, 27 actes d'aquest tipus, fins i tot violència «sàdica» contra el personatge d'Ola Ray, qui és perseguida i presumiblement assassinada fora de pantalla. El president de NCTV, Thomas Radecki, va dir: «No és difícil imaginar als joves espectadors després de veure Thriller dient: “Coi, si Michael Jackson pot terroritzar a la seva xicota, per què no puc fer-ho també?”». Saleem Handal, el director general de la coalició, va afegir: «Sí, em sorprèn, perquè els Jackson diuen que donen coses a la caritat. Potser no tenen la intenció de posar aquest tipus de tema allí. Simplement ho traiem a la llum perquè pensin en això i en el que estan fent».

## Llegat
«Va ser la màxima relació simbiòtica [entre Michael Jackson i MTV]; el vam crear i ell ens va crear a nosaltres. Ell, amb l'ajuda de CBS Records, ens va forçar d'un cert mode a adonar-nos que estava ocorrent un canvi en la música».  
D'acord amb The Guardian, el vídeo de «Thriller» va segellar la posició de MTV com una força cultural important, va ajudar a eliminar les barreres posades contra els artistes negres, va revolucionar la realització de vídeos musicals, va popularitzar els documentals sobre la producció i va impulsar la venda i lloguer de cintes VHS. El director de vídeos musicals Brian Grant el va reconèixer com el punt d'inflexió que va convertir a aquest format audiovisual en una veritable indústria. Nina Blackwood, una ex VJ d'MTV, va dir que els valors de producció dels videoclips van millorar molt després de Michael Jackson's Thriller: «Mires aquests primers vídeos i eren sorprenentment dolents», va comentar. John Taylor, baixista de Duran Duran, va asseverar que «després de Michael Jackson, quan els artistes estatunidencs van entendre la potència d'un vídeo ben pensat», tots els vídeos musicals es van tornar més cars de produir.
D'igual manera, Slant Magazine va afirmar que «mai abans un vídeo musical, una eina de màrqueting mancada d'art fins a aquest moment, havia emprat la trama, el vestuari i la cinematografia tan extensament com Michael Jackson's Thriller». Ted Gioa, al seu llibre Music: A Subversive History (2019), comenta que Jackson i Madonna «van anticipar les regles del compromís amb l'audiència de finals de l'amb segle xx claredat profètica», en el cas del primer per haver creat «l'espectacle de dansa que destaca com el curtmetratge més innovador d'aquell període». Pel seu costat, Rick Baker va esmentar que el vídeo en qüestió es va convertir en un dels projectes més reconeguts per la gent en la seva trajectòria com maquillador i creador d'efectes especials en Hollywood.
Quan VH1 el va seleccionar com el millor vídeo musical de tots els temps en 2001, Vinny Marino de ABC News ho va veure com «una obvietat», ja que «continua sent considerat com el millor vídeo de la història per gairebé tothom», encara que «després de tot, Thriller és un curtmetratge». Gil Kaufman d'MTV el va considerar icònic, pioner i «un dels llegats més perdurables de Jackson», perquè es tracta de «la minipel·lícula que va revolucionar els vídeos musicals» i «va consolidar l'estatus de Jackson com una de les estrelles del pop més ambicioses i innovadores de tots els temps». La revista Billboard va afirmar que, després d'aquest audiovisual, l'estrena de gairebé tot vídeo de Jackson es va convertir en un esdeveniment, sent clau per a això la seva durada de catorze minuts i els cameos de celebritats com Vincent Price. El 2014, la revista Rolling Stone va afirmar que «Thriller va ser el moment més important en la televisió musical» des que The Beatles va actuar al programa de Ed Sullivan, a més de catalogar-lo com el millor vídeo en la carrera solista de Jackson.
La jaqueta de cuir vermella dissenyada per Deborah Nadoolman es va convertir en una icona de la moda i ha estat àmpliament emulada,  i fins i tot ella la va catalogar com una de les seves creacions més fines. Una de les quals el cantant va usar en el curtmetratge, venuda en una subhasta per 1.8 milions USD el 2011, es va exhibir temporalment al Saló de la fama del Rock & Roll d’Austin (Texas) en 2022. També existeix una versió dissenyada per Dennis Tompkins i Michael Bush per als concerts subseqüents de Jackson.
La cançó «Thriller» també ha estat estretament associada amb la temporada de Halloween; al novembre de 2016, el llavors president dels Estats Units Barack Obama i la primera dama Michelle Obama van ballar el tema juntament amb un grup d'estudiants en un esdeveniment de la Casa Blanca. El ball dels zombis més multitudinari, creditor del seu propi Rècord Guiness, es va realitzar a la Ciutat de Mèxic en 2009 i va incloure a més de 13.597 persones. «Thriller» també és popular a YouTube, on hi ha vídeos d'usuaris que recreen la coreografia. Un d'ells mostra a més de 1500 presos de Filipines realitzant el ball dels zombis i, fins a 2010, havia rebut 41 milions de visites. Una referència al cinema correspon a la pel·lícula 13 Going on 30 (2004), on el personatge de Jenna (Jennifer Garner) és entusiasta per la coreografia de «Thriller». Landis va dir: «No és un ball difícil de fer. Està econòmicament coreografiat; hi ha com quatre moviments que qualsevol pot fer. Faries aquest gest amb els braços i tots sabrien que aquest és el ball de “Thriller”».
El videojoc Plants vs. Zombis de PopCap Games contenia una referència a Michael Jackson's Thriller en el seu llançament original de maig de 2009 (un mes abans de la mort de Jackson). L'enemic Dancing Zombie (o Zombi Ballarí) originalment s'assemblava al cantant amb la seva jaqueta vermella i convocava a diversos zombis ballarins de suport. La descripció del personatge parafrasejava el descàrrec de responsabilitat que tanca el vídeo de «Thriller»: «Qualsevol semblança entre Dancing Zombi i persones vives o mortes és pura coincidència». El patrimoni de Jackson s va oposar al Zombi Ballarí per la seva gran semblança amb el cantant, per la qual cosa PopCap, en una «decisió de negocis», va reemplaçar tant a aquest personatge com als seus acompanyants amb zombis genèrics que ballen música disco.

### Declarat tresor cultural dels Estats Units
El 30 de desembre de 2009, Michael Jackson's Thriller es va convertir en el primer vídeo musical seleccionat per a la seva preservació en el National Film Registry de la Biblioteca del Congrés dels Estats Units, juntament amb altres vint-i-quatre pel·lícules de diferents dècades. Amb això, la Biblioteca va declarar el seu valor «cultural, històric i estètic» i el va descriure com «el vídeo musical més famós de tots els temps» i una «fastuosa producció» que «va revolucionar la indústria de la música».  De la mateixa manera, va assenyalar que aquestes obres no són seleccionades com les millors de la història estatunidenca, sinó com a tresors d’«importància perdurable» per a la cultura del país. El coordinador de la Junta Nacional de Preservació de Cinema, Steve Leggett, va dir que el vídeo havia estat considerat per a la seva preservació durant anys, però va ser triat principalment a causa de la mort de Jackson al juny de 2009.

## Premis i nominacions
MTV Vídeo Music Awards 1984
| Nominació                                            | Resultat  |
| ---------------------------------------------------- | --------- |
| Millor interpretació general: Michael Jackson        | Guanyador |
| Elecció de l'audiència: Michael Jackson              | Guanyador |
| Millor coreografia: Michael Jackson y Michael Peters | Guanyador |
| Vídeo de l'any: Michael Jackson                      | Nominat   |
| Millor vídeo masculí: Michael Jackson                | Nominat   |
| Millor vídeo conceptual: Michael Jackson             | Nominat   |

Premis People's Choice de 1984
| Nominació                                         | Resultat  |
| ------------------------------------------------- | --------- |
| Vídeo musical favorit: Michael Jackson's Thriller | Guanyador |

NARM Awards de 1984
| Nominació                                                  | Resultat |
| ---------------------------------------------------------- | -------- |
| Vídeo musical més venut: Making Michael Jackson's Thriller | Ganador  |

Premis Grammy de 1985
| Nominació                                                | Resultat |
| -------------------------------------------------------- | -------- |
| Millor àlbum en vídeo: Making Michael Jackson's Thriller | Ganador  |

## Plets per les regalies
Per la seva contribució a la cançó «Thriller», Vincent Price va rebre un disc d'or i dos de platí que reconeixien les vendes de l'àlbum de Jackson, a més d'una paga menor als 1000 USD. Molest per no haver rebut un pagament major, i en vista que Thriller s'havia convertit en un èxit milionari, es va queixar a Landis que el cantant no responia les seves crides. Segons la seva filla Victoria, l'actor mai va assegurar un contracte per obtenir regalies per la cançó.
Landis va demandar a Jackson al gener de 2009, al·legant que no havia rebut el 50% dels guanys que el vídeo li havia generat al cantant i la seva companyia Optimum Productions. El productor George Folsey Jr. també es va unir a aquest reclam per la seva part dels beneficis. Jackson va morir al juny d'aquest any, enmig de diversos problemes financers, per la qual cosa la demanda va recaure després en els seus marmessors John Branca i John McClain. La disputa es va resoldre en 2012, quan els hereus del cantant van afirmar que havien fet els diners suficients per a pagar el deute de 2.4 milions USD. En 2013, Landis va comentar: «El meu problema era amb l'empresa de Michael, i l'empresa de Michael estava mal administrada. El vaig estar demandant durant catorze anys».
Ola Ray també es va queixar de problemes amb el cobrament de les seves regalies. Segons ella, el seu primer pagament pel vídeo —a més dels 2.500 fets en el seu moment— va arribar en 1985, gairebé dos anys després d'haver-lo filmat. Ray va demandar a Jackson el 6 de maig de 2009, menys de dos mesos abans que aquest morís. El 2013 va arribar a un acord amb els seus hereus per la quantitat de 75.000 USD, dels quals va rebre 55.000 i la resta va ser per al seu advocat.